# モップ

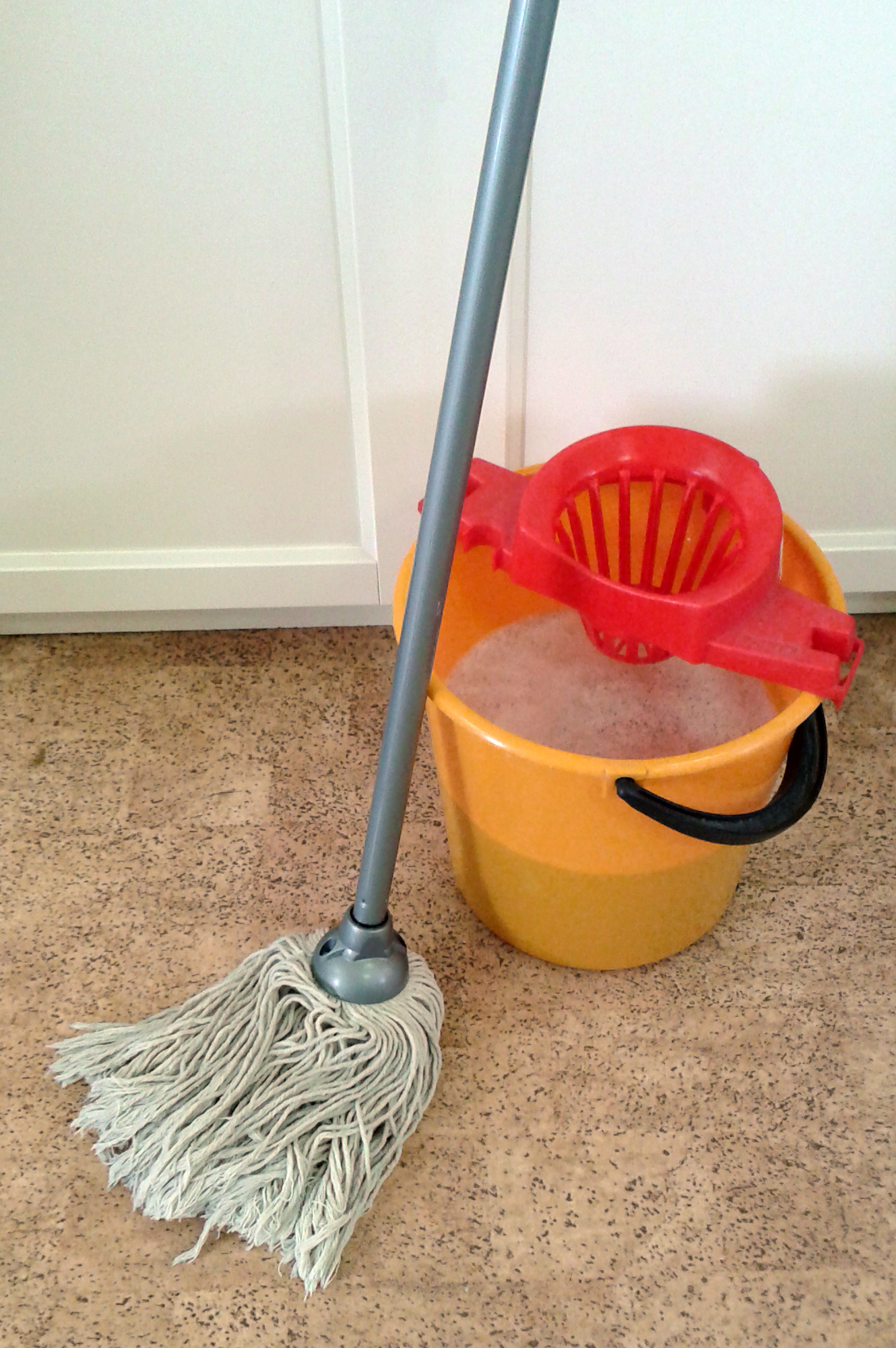
絞り器付きバケツとモップ

モップ (英 : Mop) とは、床などを掃除するための道具である。
発明家ジェイコブ・ハウ (Jacob Howe) は、モップの特許を1837年に受けた。
モップのヘッドは、綿やジュートなどの繊維が互いに円形のホイールに縫い付けられているか接着されている。

## 種類

### ウェットモップ
ウェットモップは、基本的に長い柄と水を吸収する分厚くて柔らかな繊維から構成される。床をきれいにするため、モップをバケツの中の水に浸し、床に擦りつけて使う。液体がこぼれた場合にもモップが使われる。モップ用の絞り器の付いた専用バケツ（スクイザー）もあり、共に用いられることも多い。
- 房モップ : 小さいヘッドに長い糸が垂れ下がるように付いている、一般的な形状のモップである。
- フラットモップ : 長方形の板に短い糸が付いているモップである。房モップと比べて接地面積が広いため、作業効率が良い。

### ダストモップ
- ドライモップ（ダストモップ）は塵埃を拾い上げるようにデザインされており、ウェットモップより幅広いヘッドと短めの柄を持つ傾向にある。

吸塵剤（ホワイトオイル、リキッドパラフィンなど）を染み込ませており、掃く・拭くを同時にできる。砂や大きなゴミが無く、水や油で濡れていない木製・樹脂製床材に適合する。

### ワックスモップ
ワックスを塗布する事を目的に作られたモップ。形状はフラットモップと似ている。

## 機械

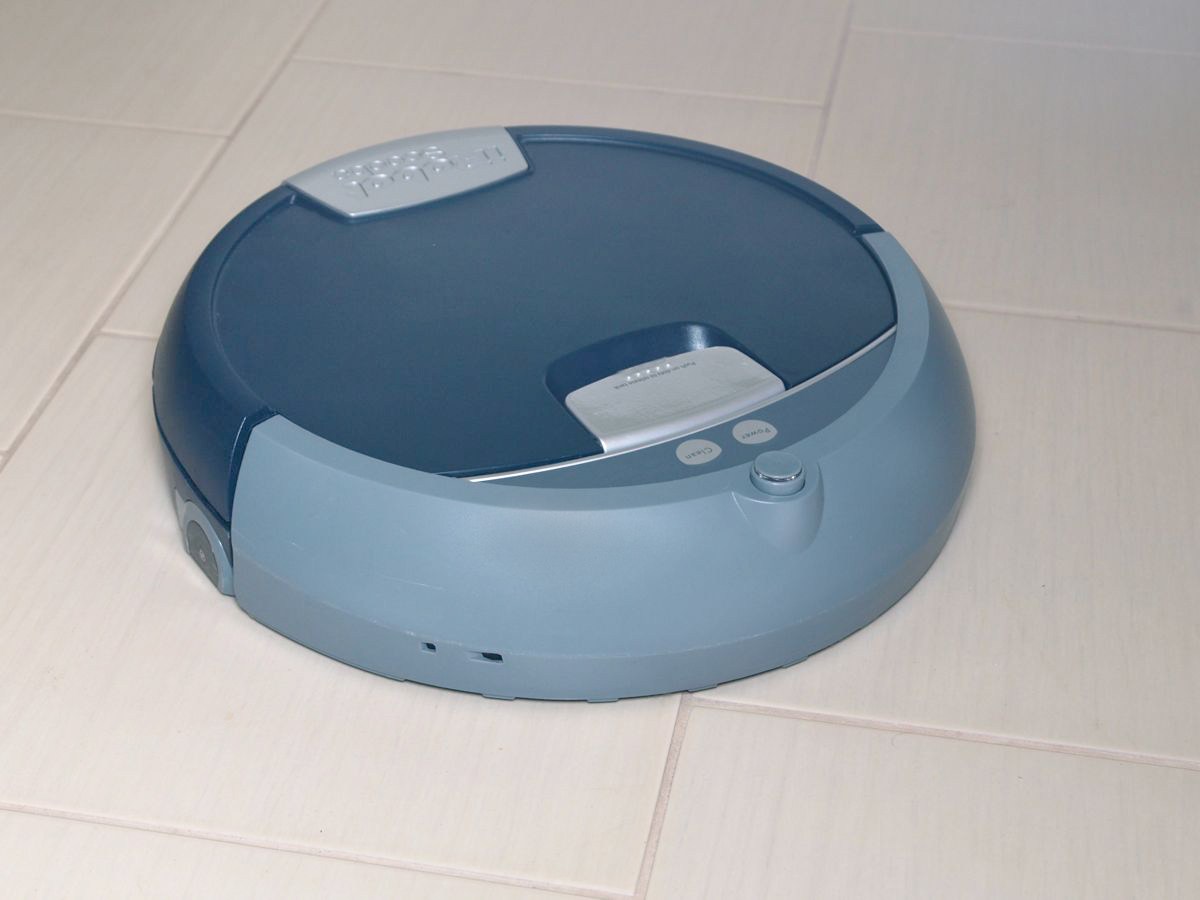
Scooba 380

スクーバのような床磨きロボットも、その見た目は伝統的なモップとは大きく異なるものの同じ役割を果たすため、モップの一種と言える。
バフの場合、ヘッドはシャフトに取り付けるための穴が中央に空けられる。これらのモップは金属の研磨などに用いられる。